# تشاة شور (مقاطعة فسا)
تشاة شور (بالفارسية: چاه شور) هي قرية تقع في Jangal Rural District في إيران. يقدر عدد سكانها بـ 29 نسمة .